# Andrena citrinihirta
Andrena citrinihirta là một loài Hymenoptera trong họ Andrenidae. Loài này được Viereck mô tả khoa học năm 1917.